# Padaasih (Pasirwangi)
Padaasih is een bestuurslaag in het regentschap Garut van de provincie West-Java, Indonesië. Padaasih telt 5561 inwoners (volkstelling 2010).